# Kerta
Kerta je vesnice v Maďarsku v župě Veszprém, spadající pod okres Devecser. Vesnice se nachází asi 15 km severozápadně od Devecseru, 22 km severně od Sümegu a 24 km jihozápadně od Pápy. V roce 2015 zde žilo 624 obyvatel, z nichž 83,7 % tvoří Maďaři.
Kromě hlavní části ke Kertě připadá ještě malá část Várcsalitpuszta.
Kerta leží na silnicích 8403 a 8414, které se v ní setkávají. Je přímo silničně spojená s obcemi Apácatorna, Iszkáz, Kamond, Karakó, Karakószörcsök, Kisberzseny a Tüskevár. Kertou protéká nepojmenovaný potok, který se vlévá do potoka Hunyor. Ten se vlévá do potoka Fövenyes, který se rovnou poté vlévá do řeky Marcal.
V Kertě se nacházejí dva kostely, jeden evangelický a jeden katolický. Jsou zde též dvě školy, mateřská školka, pošta, policejní stanice, dva obchody, restaurace, bufet a hřbitov.